# Administrativjustizhof
Der Administrativjustizhof (Administrativ-Justizhof, auch: Administrativ-Justiz- und Lehenhof) war ein Verwaltungsgericht der zweiten Instanz im Großherzogtum Hessen. Er hatte seinen Sitz in Darmstadt. Der Administrativjustizhof wurde durch die Verwaltungsreform von 1832 geschaffen.

## Zuständigkeit

### Örtlich
Zunächst war der Administrativjustizhof nur für die beiden rechtsrheinischen Provinzen des Großherzogtums, Oberhessen und Starkenburg, zuständig. Nachdem 1835 – soweit das bei deren abweichender Struktur möglich war – die Verwaltungs- und Gebietsreform auch auf die linksrheinische Provinz Rheinhessen übertragen worden war, wurde der Administrativjustizhof nun auch dort zuständig.

### Instanziell
Dem Administrativjustizhof war als oberstes Verwaltungsgericht der Staatsrat des Großherzogtums Hessen übergeordnet, in einigen Fällen auch das Innenministerium. Nachgeordnet waren ihm die Kreisräte und – wo es sie bis 1848 in standesherrlichen Gebieten noch gab – die Landräte. Erste Instanz war also die Verwaltungsbehörde selbst.

### Sachlich
Der Administrativjustizhof war zuständig für
- Angelegenheiten, die ihm durch Gesetz zugewiesen waren,
- Klagen gegen Entscheidungen der Kreisräte,
- Entscheidungen über die Bede,
- Überprüfung der Rechtmäßigkeit von Wahlen in den Gemeinden,
- Amtspflichtverletzungen der Kreisräte und ihrer Behörden,
- Prozesse der Gemeinden und weltlichen Stiftungen und gegen sie gerichteter Klagen und
- Prozesse der römisch-katholischen Kirche und gegen sie gerichteter Klagen.

## Personen
- Ferdinand Karl Heinrich Beck (1789–1862) war Richter der Erstbesetzung des Gerichts und wurde 1841 dessen Vorsitzender, ein Amt, das er wohl bis zu seinem Ruhestand innehatte.[9]